# 天大将军增十三
仙女座62，又名BD+46 552，HD 14212、SAO 37948、HR 670，是仙女座的一颗恒星，视星等为5.3，位于銀經137.99，銀緯-12.91，其B1900.0坐标为赤經2h 12m 49.4s，赤緯+46° -12.91′ 7″。